# دانشکده اقتصاد دانشگاه تهران
دانشکده اقتصاد دانشگاه تهران، نخستین دانشکده اقتصاد ایران و یکی از دانشکده‌های دانشگاه تهران است.

## تاریخچه
از سال ۱۳۴۲ هجری شمسی سه گروه آموزشی اقتصاد سیاسی، اقتصاد اجتماعی و اقتصاد پولی و مالی در «دانشکده حقوق و علوم سیاسی و اقتصادی» با پذیرش دانشجو در مقطع کارشناسی فعالیت خود را آغاز کردند، تا اینکه در آبان ۱۳۴۶ دانشکده اقتصاد به صورت مستقل شکل گرفت و رقیب اصلی دانشکده اقتصاد و علوم سیاسی دانشگاه شهید بهشتی شد که در سال ۱۳۳۸ تاسیس شده است .
در سال ۱۳۴۹ و در زمان مدیریت دکتر منوچهر آگاه این دانشکده به محل کنونی آن واقع در خیابان امیرآباد منتقل گردید.
افراد سرشناسی چون: جمشید پژویان، سید منصور خلیلی عراقی، علیرضا رحیمی بروجردی، فرهاد رهبر،همایون کاتوزیان، حمیدرضا صدر، ابراهیم شیبانی،علی طیب نیا، عبدالناصر همتی و شاپور محمدی از استادان برجسته و دانش آموختگان رشته اقتصاد دانشگاه تهران می باشند.

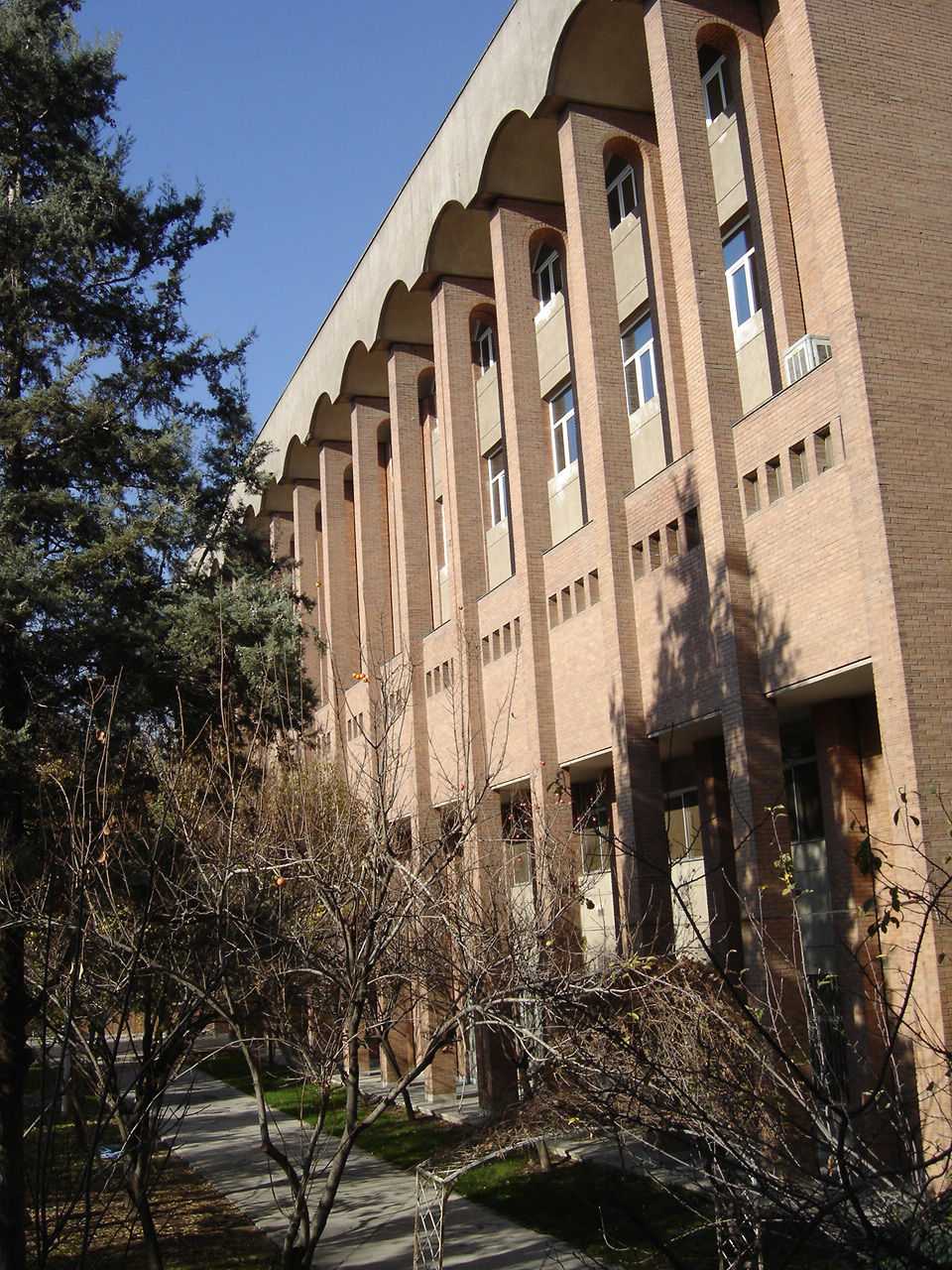
نمایی از ساختمان دانشکده اقتصاد دانشگاه تهران

## مشخصات
هم اکنون ۳ گروه آموزشی اقتصاد اجتماعی، اقتصاد نظری و پولی و مالی در این دانشکده فعال‌اند و در یک رشته کارشناسی، سه رشته کارشناسی ارشد و یک رشته دکتری (۵ گرایش) دانشجو می‌پذیرند. این دانشکده اکنون با ۳۰ عضو هیئت علمی به ریاست دکتر مهرآرا اداره می‌شود.

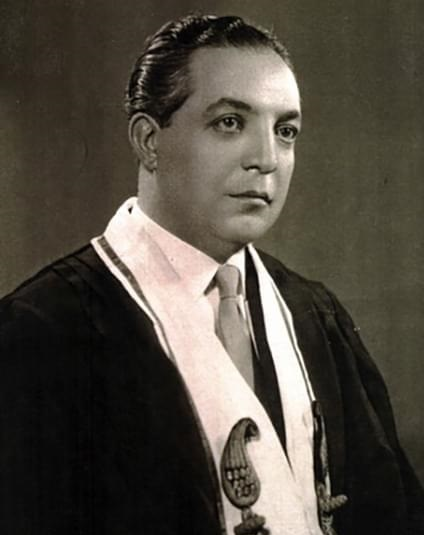
روانشاد دکتر حسین پیرنیا، اقتصاددان و از بنیانگذاران دانشکده اقتصاد

## نشریه‌ها
این مؤسسه دو مجله اقتصادی به زبان‌های فارسی و انگلیسی با عناوین زیر منتشر می‌کند:
- مجله و علمی - پژوهشی تحقیقات اقتصادی به زبان فارسی،
- مجله و Iranian Economic Review(به زبان انگلیسی)[۳]

## اعضای هیات علمی

### اعضای هیات علمی بازنشسته / متوفی:
.حسین پیرنیا(استاد)    
.شمس‌الدین جزایری(استاد)    
محسن صبا
.منوچهر زندی حقیقی(استاد)    
.هوشنگ ساعدلو(استاد)    
.ابوطالب مهندس(استادیار)    
.محمدحسین تمدن جهرمی(استاد ممتاز)    
.هادی صمدی(دانشیار)     
.محسن حیدری(مربی)    
.علی فرهندی(دانشیار)
.خلیل لاهیجانی(مربی)
.سید منصور خلیلی عراقی(استاد)
.رضا شیوا (استادیار)
مجید احمدیان(استاد) 
.غلامعلی شرزه ای(دانشیار)
.اسدالله فرزین وش (استاد)
.حمید دیهیم(استادیار)
.ابراهیم شیبانی(استادیار)  
.محمد خوش چهره جمالی(استادیار)  
.اسرافیل کسرایی(دانشیار)  
.احمد فرجی دانا(دانشیار)
.علی اکبر نیکواقبال(دانشیار)
.علی محمودی(دانشیار)
.ابراهیم رزاقی(دانشیار)
.ابراهیم گرجی(استاد)
.ابوالقاسم مهدوی مزده(دانشیار)
.محمود متوسلی(استاد)
.جعفر عبادی(دانشیار)
. علی(رحمت الله) نیکنام(استادیار)
.باقر قدیری اصل(استاد)
.اکبر کمیجانی(استاد)
.حمید ابریشمی(استاد)
.حسین عباسی نژاد(استاد)
.الیاس نادران(دانشیار)
.حسن سبحانی(استاد)

### اعضای هیات علمی فعال:
.علیرضا رحیمی بروجردی(استاد)
.عبدالناصر همتی(دانشیار)
.فرهاد رهبر(استاد)
.علی طیب نیا(استاد)
.فرخنده جبل عاملی(استاد)
.علی سوری(دانشیار)  
.تیمور رحمانی(استاد)  
.محسن مهرآرا(استاد)  
.قهرمان عبدلی(استاد)  
.محمود مشهدی احمد(استادیار)
.ابوالقاسم توحیدی نیا(استادیار)
.نفیسه بهرادمهر(استادیار)
.هما اصفهانیان(استادیار)
.علی جدیدزاده(استادیار)
.وحید ماجد(دانشیار)
.سجاد برخورداری دورباش(دانشیار)
.محمدحسین دهقانی فیروزآبادی(استادیار)
.علیرضا اوریوئی(استادیار)  
.عطیه وحیدمنش(استادیار)  
.مهدی نوری(استادیار)  
.امین حق نژاد(استادیار)
.محسن بهزادی صوفیانی(استادیار)
.میثم خسروی ویشکایی(استادیار)
.مسعود شیرازی(استادیار)
.بهنام امین رستمکلایی(استادیار)
.حورا مجد رضایی(استادیار)

## گروه‌ها

### گروه آموزشی اقتصاد اجتماعی
این گروه در سه مقطع کارشناسی، کارشناسی ارشد و دکتری در رشته اقتصاد توسعه و برنامه‌ریزی دانشجو می‌پذیرد.

### معرفی رشته
گروه آموزشی اقتصاد اجتماعی از آغاز شکل‌گیری دو هدف زیر را در نظر داشته‌است: 
انجام پژوهش و ایجاد زمینه و لازم پایه ریزی و گسترش تئوری و سیاست‌های توسعه و اقتصادی وبرنامه‌ریزی به نحوی که بتواند مسیرهای اصلی حرکت اقتصادی را به سوی استقلال طراحی کند.
تربیت کارشناسانی که بتوانند ضمن استفاده آگاهانه و مفید از دستاوردهای علوم اقتصادی و برنامه‌ریزی، تکیه اساسی فعالیت‌های اجرایی خود را بر دستاوردهای تفکر اقتصادی غیر وابسته و مستقل بگذارند.
برنامه ریزی سیستم‌های اقتصادی به تعلیم و تحقیق دربارهٔ و تئوری، مدلسازی، طراحی و کاربردروش‌های برنامه‌ریزی سیستم‌های اقتصادی می‌پردازد؛ به طوری که دانش آموختگان این گروه می‌توانند طراحی استراتژی و سیاست‌های اقتصادی و اجتماعی را بر عهده گرفته به عنوان کادربرنامه ریزی در سازمان مدیریت و برنامه ریزی، سازمان‌های مختلف تولیدی، خدمات اقتصادی واجتماعی، صنایع، بانک‌ها و مؤسسات تجاری و مالی فعالیت کنند.

### گروه آموزشی اقتصاد نظری
گروه آموزشی اقتصاد نظری در سه مقطع کارشناسی، کارشناسی ارشد و دکتری و با گرایش‌های اقتصاد نظری و اقتصاد انرژی دانشجو می‌پذیرد.

### معرفی رشته
گروه اقتصاد نظری اهداف زیر را دنبال می‌کند:
- تربیت کادر تخصصی مورد نیاز نهادها و سازمان‌های اجرایی در مسائل اقتصادی
- تربیت کادر تخصصی مورد نیاز بخش‌های انرژی کشور
- انجام تحقیقات و مطالعات مستمر در زمینه اقتصاد اسلامی در ابعاد علمی و تجربی
- پیشبرد مرزهای دانش اقتصاد در زمینه‌های نظری و کاربردی برای دستیابی به استقلال علمی وخود اتکایی اقتصادی

دانش آموختگان اقتصاد نظری به عنوان تحلیلگران اقتصادی می‌توانند در جهت رشد و توسعه کشور، تأمین اشتغال، تثبیت قیمت‌ها، تخصیص مطلوب منابع و سایر مسائل اقتصادی مقطعی، طرح‌ها و تحلیل‌های کارساز ارائه کنند.و دانش آموختگان اقتصاد انرژی جهت تأمین نیروی انسانی مورد نیاز وزارت نفت(نفت، گازوپتروشیمی) توانمندی‌های زیر را به دست می‌آورند:
تجزیه و تحلیل موضوعات مختلف اقتصاد انرژی از قبیل ساختار بازار هیدروکربورهای نفتی ومشتقات آن و سایر انرژی‌ها، قیمت گذاری، صرفه جویی، جانشینی، بازاریابی و بازرگانی بین‌المللی انواع مختلف انرژی، شناخت تحولات سیاسی سازمان‌ها و مجامع بین‌المللی مربوط به انرژی‌های مختلف، بهره گیری ازشناخت کلی مراکز مصرف، اهداف و طرز عمل مجامع بین‌المللی در امر توسعه وبازاریابی نفت و فراورده‌های نفتی و تولیدات پتروشیمی، برنامه ریزی تولید و مصرف انرژی در بخش‌های مختلف اقتصادی، برنامه‌ریزی کلان دربارهٔ و تولید و مصرف انرژی و تعیین خط و مشی برنامه‌ریزی دراز مدت در سطح کشور، آشنایی با تکنولوژی موجود در جهان و بهره گیری از آن در زمینه و تولید، پالایش، توزیع، مصرف وبازاریابی انرژی.

### گروه آموزشی پولی و مالی
گروه آموزشی پولی و مالی در سه مقطع کارشناسی (گرایش پولی و مالی)، کارشناسی ارشد (گرایش اقتصادپولی و بین‌المللی) و دکتری (گرایش اقتصاد پولی و بین‌المللی) دانشجو می‌پذیرد.

### معرفی رشته
دانشجویان این گروه با مباحثی چون تجارت بین‌الملل، مالیه بین‌الملل و اقتصاد پولی آشنامی‌شوند.و دانش آموختگان این گروه جهت تأمین نیروی انسانی مورد نیاز سازمان‌های پولی و مالی کشورو وزارتخانه‌هایی مانند اقتصاد و دارایی و بازرگانی توانمندی‌های لازم راکسب می‌کنند. این توانمندی‌ها شامل تجزیه و تحلیل مسائل اقتصاد بین‌الملل و مسائل پولی کشور و سازمان‌های اقتصادی بین‌المللی است. همچنین توانایی لازم برای برنامه‌ریزی جهت توسعه و تجارت وسیاستگذاری‌های مربوط به مسائل پولی، مالی و ارزی را به دست می‌آورند.

## امکانات آموزشی و پژوهشی

### کتابخانه
آمار کتاب‌ها و مجلات کتابخانه به شرح زیر است:
|      | فارسی | انگلیسی | فرانسه | زبان‌های دیگر |
| ---- | ----- | ------- | ------ | ------------ |
| کتاب | ۴۶۲۱  | ۱۱۷۲۸   | ۱۰۳۴   | ۹۹           |
| مجله | ۲۳۵   | ۴۵۶     | -      | ۱            |

دو مرکز رایانه‌ای با ۴۰ دستگاه رایانه که متصل به شبکه اطلاع رسانی جهانی و مجهوز به دستگاه‌های ویدئو پروژکتور و ویژولایزر است
تالار شهید جوزی با ظرفیت ۲۵۲ نفر
دو آزمایشگاه اقتصاد سنجی نیز در حال تجهیز است و دانشجویان دوره‌های کارشناسی ارشدو دکتری در آن‌ها مشغول انجام پروژه‌های تحقیقاتی خود هستند.
دو مجله و معتبر علمی - پژوهشی تحقیقات اقتصادی به فارسی
و مجلهIranian Economic Review به زبان انگلیسی

## فعالیت‌های پژوهشی
از جمله پژوهش‌های اقتصادی به انجام رسیده در این دانشکده در قالب کتاب یا به صورت مقاله می‌توان به موارد زیر اشاره کرد:
بررسی امکان تأسیس یک بانک توسعه چند ملیتی در لبنان، بررسی کاربرد تئوری‌های عمده و مصرف و سرمایه گذاری در اقتصاد ایران، بازسازی اقتصاد ایران پس از جنگ با توجه به تجربیات آلمان غربی، ارزیابی سیاست نرخ گذاری ارز در ایران، نگرشی بر اصلاحات ساختاری جامعه و توسعه نیافته
هدایت فکری دانشجویان درانجام پژوهش‌ها و نوشتن رساله‌های کارشناسی ارشد و دکتری، برگزاری سمینارهای علمی و انتشار نشریات اقتصادی از دیگر فعالیت‌های مؤسسه به شمار می‌آید.
این دانشکده پروژه‌های تحقیقی و پژوهشی را که از مراکز مختلف دولتی و خصوصی از قبیل وزارت جهاد کشاورزی، سازمان تامین اجتماعی، مؤسسه تحقیقاتی پولی و بانکی، وزارت اموراقتصادی و دارایی، امور مجلس، بانک مرکزی و غیره درخواست می‌شوند، به انجام می‌رساند. ازمهم‌ترین این پژوهش‌ها می‌توان به موارد زیر اشاره کرد:
شناسایی موانع رقابت در اقتصاد ایران، توسعه ومالی در بازارهای پول و سرمایه، توسعه ومالی در بازارهای پول و سرمایه، مدیریت استراتژیک توسعه وتجاری و صادرات غیر نفتی، تعیین متغیرهای هدف پولی مناسب برای سیاستگذاری پولی.

## موسسه توسعه و تحقیقات اقتصادی

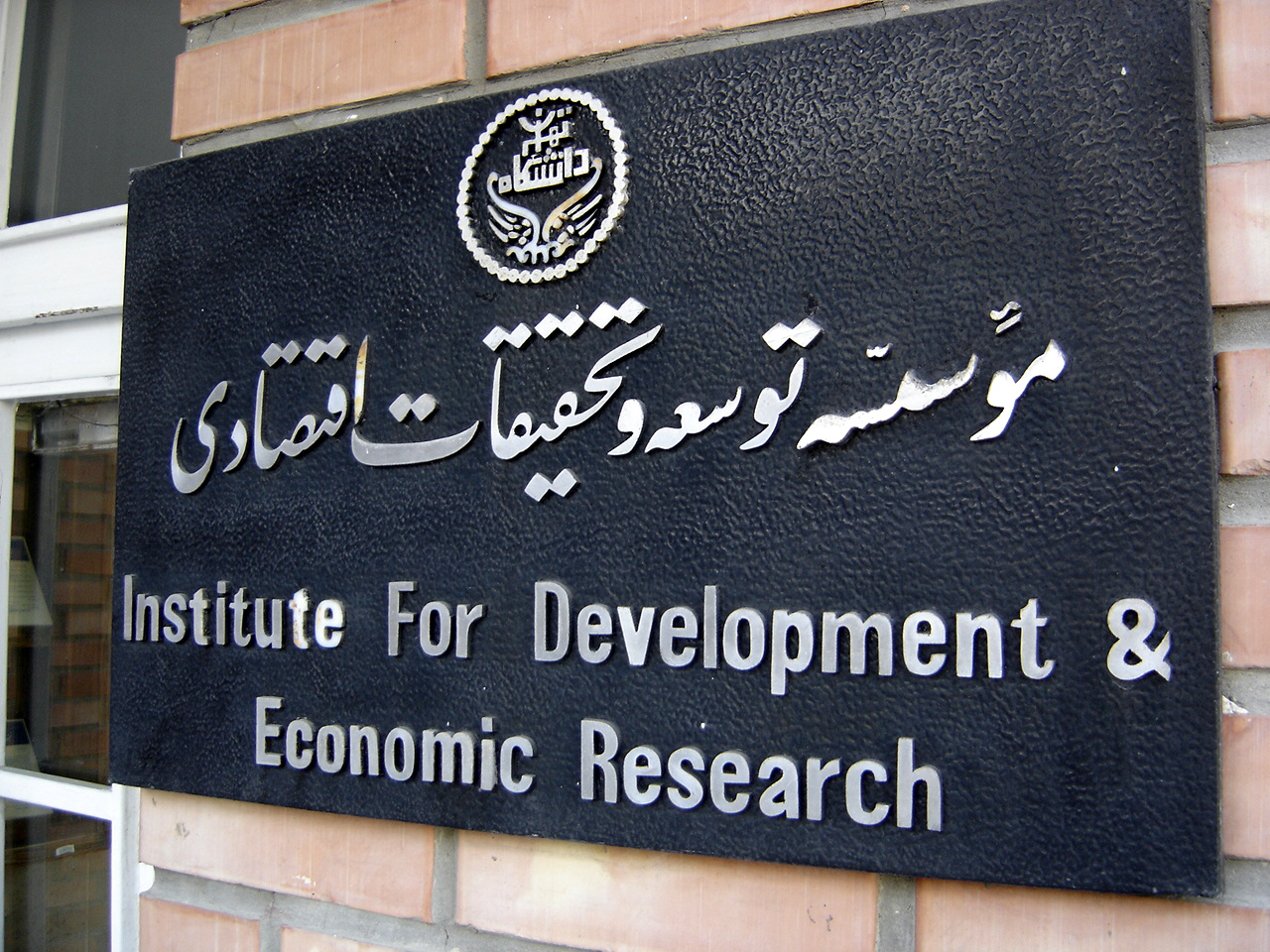

برای انجام بررسی‌های اقتصادی و ایجاد امکان تحقیقات بیشتر اقتصادی و علمی برای گروه‌های آموزشی و اعضای هیئت علمی دانشگاه تهران و کارشناسان اقتصادی کشور و همچنین تربیت کادر لازم برای تهیه و اجرای برنامه‌ها و طرح‌های اقتصادی و اجتماعی کشور در سال ۱۳۳۹ مؤسسه تحقیقات اقتصادی در دانشکده حقوق، علوم سیاسی و اقتصادی تشکیل شد و سپس با انتقال دانشکده اقتصاد به پردیس مجزا، موسسه نیز به مکان فعلی واقع در خیابان کارگر شمالی انتقال یافت و از سال ۱۳۴۹ با نام مؤسسه توسعه و تحقیقات اقتصادی فعالیت خود را ادامه داد.این مؤسسه اکنون به نام مؤسسه توسعه و تحقیقات اقتصادی دانشگاه تهران شناخته می‌شود. در حال حاضر موسسه توسعه و تحقیقات اقتصادی در چهار حوزه آموزش، پژوهش، امور ترویجی مانند نشر کتاب و برگزاری همایش‌های ملی و بین‌المللی و مشاوره به سازمان‌ها و مراکز دولتی و غیر دولتی خدمات ارائه می نماید.
وبگاه رسمی موسسه توسعه و تحقیقات اقتصادی دانشگاه تهران 